# Bitwa na płyciźnie Downs
Bitwa na płyciźnie Downs – starcie zbrojne, które miało miejsce 31 października 1639 roku podczas wojny osiemdziesięcioletniej – jej ostatniej fazy, trwającej w latach 1621–1648 w ramach wojny trzydziestoletniej.

## Przyczyny
W 1584 roku powstańcy holenderscy na wyzwolonych spod panowania Hiszpanów ziemiach ogłosili powstanie Republiki Zjednoczonych Prowincji, a w 1609 roku podpisano rozejm pomiędzy tą republiką a Hiszpanią. Rozejm ten był jednak kruchy, gdyż obowiązywał w Europie, a flota holenderska atakowała zamorskie kolonie Hiszpanii.
Po wygaśnięciu rozejmu w 1621 roku wznowiono działania wojenne. Początkowo Hiszpanie odnosili sukcesy, a w 1625 roku zdobyli Bredę. Sytuacja uległa zmianie, gdy do wojny trzydziestoletniej przystąpili Francuzi. Holendrom udało się w 1637 odzyskać Bredę, a wojska francusko-szwedzkie pod dowództwem Bernharda, księcia Saksonii-Weimaru zdobyły 17 grudnia 1638 położoną w Nadrenii ważną cesarską twierdzę Breisach, przecinając tym samym „hiszpański szlak”, którym Hiszpanie wysyłali wojska, zaopatrzenie i pieniądze do Flandrii. Hiszpanom pozostała jedynie droga morska wiodąca przez kanał La Manche.
Zawarty w 1630 roku traktat pokojowy między Anglią i Hiszpanią, kończący trwającą od 1625 roku wojnę angielsko-hiszpańską, gwarantował swobodny ruch przez kanał La Manche hiszpańskich statków z posiłkami wojskowymi do Flandrii w asyście statków angielskich. Co więcej, król Anglii Karol I Stuart zgodził się w traktacie morskim podpisanym z Hiszpanią na ochronę hiszpańskich statków przed atakiem Holendrów na angielskich wodach terytorialnych.
Hiszpańska flota z powodzeniem wykorzystywała morski szlak Hiszpania-Flandria do regularnych operacji konwojowych, opierając się początkowo holenderskim, a od 1635 roku, po eskalacji konfliktu, także francuskim atakom morskim.
Pod koniec sierpnia 1639 roku z La Corunii wyruszyła flota składająca się z 77 okrętów i 50 statków transportowych oraz 24 tys. żołnierzy na pokładach. Flotą tą dowodził doświadczony admirał Antonio de Oquendo. Flota ta skierowała się przez kanał La Manche w stronę Dunkierki, ostatniego głębokiego portu morskiego pozostającego we władaniu Hiszpanów we Flandrii.
Wyjście w morze tak dużej floty zostało zauważone przez Holendrów, w związku z tym skierowali oni na wody kanału La Manche eskadrę admirała Maartena Trompa, składającą się z 13 okrętów, i drugą, admirała Wittego de Witha, składającą się z 5 okrętów. Trzecia eskadra holenderska pod wodzą admirała Joosta Banckerta, w sile 12 okrętów, pilnowała Dunkierki.

## Bitwa
Do pierwszych potyczek doszło, gdy 25 września eskadra admirała Trompa nawiązała kontakt z flotą hiszpańską. Doszło wtedy do kilkudniowej walki, do której włączyły się pozostałe eskadry holenderskie. Walki te trwały, lecz Holendrzy unikali walnej bitwy z uwagi na znaczną przewagę Hiszpanów. Flota hiszpańska w końcu przepłynęła kanał La Manche, nie ponosząc większych strat.
Flota hiszpańska, żeglująca w kierunku Dunkierki, po przepłynięciu kanału La Manche, z powodu ustania wiatru na morzu zakotwiczyła na leżącej na południowo-wschodnim wybrzeżu Anglii płyciźnie Downs. Płycizna ta ma około 8 mil długości, 5,5 mili szerokości i głębokość 7,5 – 21 m. Przed nią znajduje się mielizna Goodwin Sands, która tworzy naturalny falochron. Płycizna Downs leży na przybrzeżnych wodach Anglii: jakiekolwiek manewrowanie na niej było bardzo utrudnione, szczególnie że w związku z wypłynięciem tam floty hiszpańskiej, w morze wyszła również flota angielska pod dowództwem admirała Johna Penningtona. Flota angielska zakotwiczyła między wybrzeżem angielskim a flotą hiszpańską. W tym czasie flota holenderska krążyła na otwartym morzu. Przerwę w walce hiszpańska flota wykorzystała na zaopatrzenie się od Anglików w proch strzelniczy oraz na naprawę uszkodzeń na okrętach. Część hiszpańskiej floty pod osłoną nocy przetransportowała na wybrzeże Flandrii ok. 3 tys. żołnierzy i pieniądze.
Admirał Tromp nie chciał rozpocząć walki bez zgody swojego rządu, a także był znacznie słabszy od floty hiszpańskiej. W połowie października 1639 roku otrzymał rozkaz atakowania floty hiszpańskiej oraz posiłki w postaci 20 okrętów, 50 uzbrojonych statków i 12 branderów. W tym momencie siły holenderskie liczyły 50 okrętów, 50 uzbrojonych statków, 12 branderów i 7,8 tys. marynarzy.
Admirał Tromp zdecydował się czekać na pomyślne wiatry, a gdy takie nadeszły 31 października, z sił wydzielono 30 okrętów pod wodzą admirała Witte de Witha, które obserwowały flotę angielską, natomiast pozostałe siły pod dowództwem admirała Trompa zaatakowały flotę hiszpańską. Atak ten spowodował ogromne zamieszanie we flocie hiszpańskiej. Kapitanowie statków odcinali kotwice, aby uzyskać zdolność do manewrów, ale okręty hiszpańskie już nie zdążyły uszykować się do bitwy.
Atak floty holenderskiej spowodował pogrom floty hiszpańskiej, która utraciła 40 okrętów, z czego 14 – nieuszkodzonych – zagarnęli Holendrzy. Poległo około 5500 Hiszpanów, a 1800 dostało się do niewoli. Pozostałe okręty hiszpańskie przedarły się do Dunkierki. Straty Holendrów wyniosły zaledwie 1 zatopiony okręt i około 100 marynarzy.

## Podsumowanie
Klęska Hiszpanii spowodowała, że straciła ona swoją dominację nad morzami na rzecz Niderlandów. W wyniku bitwy flota hiszpańska na długo utraciła swoją zdolność bojową, gdyż Hiszpanie nie byli w stanie szybko odbudować zniszczonych okrętów (tak jak zrobili to po klęsce Wielkiej Armady). Nigdy więcej nie byli w stanie zagrozić na morzu, jak i na lądzie, Holendrom, których flota blokowała teraz wybrzeże Flandrii, i ostatecznie w 1648 roku uznali ich niepodległość w traktacie westfalskim, kończącym wojnę trzydziestoletnią.
Bitwa miała miejsce na angielskich wodach terytorialnych, na które wtargnęli Holendrzy z pogwałceniem angielskiej neutralności. Dla Anglików było to upokorzenie, szczególnie iż angielska flota, mimo posiadanych rozkazów, nie odważyła się interweniować w obronie Hiszpanów. Po bitwie miało miejsce chłodne spotkanie dowódców floty angielskiej i holenderskiej. Holendrzy pozdrowili Anglików salutem, na który ci nie odpowiedzieli. Holenderski admirał Tromp przyjął na pokładzie swojego okrętu flagowego „Aemilia” admirała Penningtona, który spytał, czego tutaj szuka po tym, jak ośmielił się obrazić króla Anglii na jego własnym podwórku, na co Tromp dyplomatycznie odparł, iż nie zamierzał wcale obrażać króla oraz że wykonywał rozkazy Stanów Generalnych.
Holandia stała się największą potęgą morską i handlową ówczesnej Europy, na co niechętnie patrzyli Anglicy. Ekonomiczna rywalizacja angielsko-holenderska doprowadzić miała w przyszłości do serii wojen morskich między dwoma krajami (1652–1674).